# Teofilacto de Constantinopla
Teofilacto Lecapeno (en griego: Θεοφύλακτος Λακαπηνός, Theophylaktos Lakapenos, 917-27 de febrero de 956) fue hijo del emperador bizantino Romano I y patriarca ecuménico de Constantinopla del 2 de febrero de 933, hasta su muerte en 956.

## Biografía
Teofilacto fue el hijo menor del emperador bizantino Romano I Lecapeno y  su esposa Teodora. El emperador planeó que su hijo llegara a ser patriarca de Constantinopla desde la muerte de Nicolás I el Místico en 925, pero tuvieron que pasar dos pequeños patriarcados y un periodo de dos años sin nadie en el puesto antes de que pudiera considerarse que Teofilacto tenía la edad suficiente para hacerse responsable de las funciones del cargo. Por ese tiempo fue castrado para favorecer su carrera eclesiástica. 
Para elevarlo al patriarcado, su padre había asegurado el apoyo del papa Juan XI. Fue el tercer patriarca de Constantinopla que era hijo de un emperador y el único que lo fue durante el reinado de su padre. Su patriarcado, de poco más de 23 años, fue inusualmente largo. Aparte del bastardo eunuco, Basilio Lecapeno, que fue nombrado parakoimomenos, Teofilacto fue el único hijo de Romano que mantuvo una posición de prestigio después de que su familia perdiera el poder en 945.
Teofilacto apoyó las políticas de su padre y buscó el ecumenismo eclesiástico, manteniendo un estrecho contacto con los patriarcas griegos de Alejandría y Antioquía. Envió misioneros a los magiares tratando de apoyar los esfuerzos diplomáticos imperiales a finales de los años 940. Por la misma época, aconsejó a su sobrino, el emperador Pedro I de Bulgaria, sobre la herejía de los bogomilos. También introdujo algunos elementos teatrales a la liturgia bizantina, aunque no recibió apoyo de los clérigos conservadores que lo rodeaban.
Los críticos de Teofilacto lo describen como un hombre irreverente, interesado principalmente en sus enormes establos de caballos, que estaba listo para abandonar la Divina Liturgia en Santa Sofía para asistir al alumbramiento de una de sus yeguas favoritas. Irónicamente, Teofilacto murió tras caer de un caballo en 956.